# Катастрофа Як-42 під Салоніками
Катастрофа Як-42 під Салоніками — авіаційна катастрофа, що трапилась у середу 17 грудня 1997 року, в околицях Салонік з літаком «Як-42» авіакомпанії «Аеросвіт», внаслідок якої загинули 70 осіб.

## Літак
«Як-42» з бортовим номером «42334» (заводський — 4520422606164, серійний — 07-02) був випущений на Саратовському авіазаводі в 1986 році і переданий Міністерству цивільної авіаці, яке надіслало літак до Львівського авіазагону Українського управління цивільної авіації. Його три турбореактивні двигуни були моделі «Д-36». Після розпаду СРСР борт 42334 перейшов до новоствореної компанії «Львівські авіалінії», яка в 1996 році здавала його в лізинг «Moldavian Airlines», а з березня по серпень 1997 року — «Tiger Air». Всього на момент катастрофи авіалайнер мав в цілому 12 008 годин нальоту, 6836 посадок..

## Політ
Рейс 241 компанії «Аеросвіт» виконувався літаком Boeing 737 за маршрутом Київ —Одеса —Салоніки. На проміжній посадці в Одесі було виявлено несправність двигуна, що виключало його подальший політ. Авіакомпанія не змогла замінити несправний Боїнг на інший власний, тому була змушена укласти договір з іншою авіакомпанією на оренду у неї літака, щоб завершити рейс 241. Цією авіакомпанією стали «Львівські авіалінії», а літаком — «Як-42» борт UR-42334. Екіпаж переганяв літак зі Львова та о 15:23 приземлився в Одеському аеропорту. Після перевантаження пасажирів і багажу, о 17:23 авіалайнер вилетів з Одеси. На його борту перебували 8 членів екіпажу і 62 пасажири, включаючи 5 дітей..
| Країна    | Пасажири | Екіпаж | Всього |
| --------- | -------- | ------ | ------ |
| Греція    | 34       | 0      | 34     |
| Україна   | 24       | 8      | 32     |
| Польща    | 2        | 0      | 2      |
| Німеччина | 1        | 0      | 1      |
| Всього    | 61       | 8      | 69     |

## Катастрофа
Літак підходив до Салонік вночі, небо було затягнуте хмарами, але погодні умови були вище метеорологічного мінімуму аеропорту. Захід на посадку на злітно-посадкову смугу здійснювався за приладами за встановленою схемою. Екіпаж відхилився від схеми заходу, навіть не помітивши цього, і пройшов над аеропортом на великій висоті, про що їх попередив диспетчер. У зв'язку з цим, екіпажу було дано вказівку йти на друге коло, Для чого виконати правий розворот з набором висоти і на висоті 1800 метрів вийти на радіомаяк аеропорту. Екіпаж підтвердив отримання інформації, але не виконав вказівку. В результаті пілоти втратили просторову орієнтацію, але не доповіли про це диспетчеру. У самому аеропорту був відсутній радіолокатор, тому диспетчер не знав справжнього стану авіалайнера і що той прямує на захід-південний захід до гір.
Незабаром в кабіні пролунав сигнал небезпечного зближення із землею, але екіпаж не став набирати висоту. О 19:13 на висоті 1050 метрів за 69-72 км на південний захід від аеропорту Як-42 врізався в схил гори Пента-Пігадія, зазнавши повного руйнування.
Пошукова група була сформована відразу після зникнення літака. Однак пошукам перешкоджали погодні умови. Під час пошуків також розбився «C-130» грецьких ВПС, в результаті чого загинув екіпаж з 5 осіб. Лише 20 грудня уламки Як-42 були виявлені, при цьому не знайшли нікого, хто вижив. Всі 70 чоловік на борту загинули. Серед загиблих була і теща відомого футболіста Олега Протасова.